# Мушчелуша
Мушчелуша (рум. Mușcelușa) — село у повіті Бузеу в Румунії. Входить до складу комуни Сіріу.
Село розташоване на відстані 116 км на північ від Бухареста, 56 км на північний захід від Бузеу, 137 км на захід від Галаца, 55 км на схід від Брашова.

## Населення
За даними перепису населення 2002 року у селі проживали 648 осіб, усі — румуни. Усі жителі села рідною мовою назвали румунську.